# 9967 Awanoyumi
9967 Awanoyumi là một tiểu hành tinh vành đai chính. Nó bay quanh Mặt Trời theo chu kỳ 4.16 năm.
Được phát hiện ngày 31 tháng 3 năm 1992 bởi K. Endate và K. Watanabe, Tên chỉ định của nó là "1992 FV1". It was later renamed Awanoyumi after Yumi Awano, curator thuộc Okayama Astronomical Museum.